# Claudia Zornoza
Claudia Zornoza Roca-Rey (* 12. Februar 1990) ist eine peruanische Badmintonspielerin.

## Karriere
Claudia Zornoza gewann bei den Südamerikaspielen 2010 Gold im Damendoppel mit Katherine Winder und Gold mit dem peruanischen Team. Bereits 2008 hatte sie gemeinsam mit Winder die Puerto Rico International gewonnen. 2009 war sie dort mit Bruno Monteverde im Mixed erfolgreich.

## Sportliche Erfolge
| Saison | Veranstaltung             | Disziplin   | Platz | Name                               |
| ------ | ------------------------- | ----------- | ----- | ---------------------------------- |
| 2008   | Puerto Rico International | Damendoppel | 1     | Claudia Zornoza / Katherine Winder |
| 2009   | Puerto Rico International | Mixed       | 1     | Bruno Monteverde / Claudia Zornoza |
| 2010   | Südamerikaspiele          | Damendoppel | 1     | Katherine Winder / Claudia Rivero  |
| 2010   | Südamerikaspiele          | Mannschaft  | 1     | Peru                               |